# Stockton Kings
Stockton Kings – zawodowy zespół koszykarski, z siedzibą w mieście Stockton (stan Kalifornia). Drużyna jest członkiem ligi D-League. Klub powstał w 2008 jako Reno Bighorns i jest powiązany z Sacramento Kings.
Swoje mecze rozgrywał w hali Reno Events Center. Trenerem był Joel Abelson.
Podczas rozgrywek zasadniczych 2010/11 zespół uzyskał najlepszy rezultat w dywizji zachodniej (34-16).
W klubie tym występował również pierwszy Polak w NBA - Cezary Trybański. Miało to miejsce w latach 2008–2010.
W 2018 zespół przeniósł swoją siedzibę do Stockton i zmienił nazwę na Stockton Kings.

## Powiązania z zespołamiNBA
- Sacramento Kings (od 2008)
- Atlanta Hawks (2011–2012)
- Golden State Warriors (2010–2011)
- Memphis Grizzlies (2011–2013)
- New York Knicks (2008–2009)
- Orlando Magic (2009–2010)
- Utah Jazz (2012–2013)

## Wyniki sezon po sezonie
| Sezon                  | Dywizja                | Miejsce                | W   | P   | %    | Play-off                                                               |
| ---------------------- | ---------------------- | ---------------------- | --- | --- | ---- | ---------------------------------------------------------------------- |
| Reno Bighorns          |                        |                        |     |     |      |                                                                        |
| 2008–09                | Zachodnia              | 4                      | 25  | 25  | 50,0 |                                                                        |
| 2009–10                | Zachodnia              | 3                      | 28  | 22  | 56,0 | Przegrana Runda I (Rio Grande Valley) 2-1                              |
| 2010-11                | Zachodnia              | 1                      | 34  | 16  | 68,0 | Wygrana Runda I (Erie) 2-1 Przegrana Półfinały (Rio Grande Valley) 0–2 |
| 2011–12                | Zachodnia              | 7                      | 21  | 29  | 42,0 |                                                                        |
| 2012–13                | Zachodnia              | 5                      | 16  | 34  | 32,0 |                                                                        |
| 2013–14                | Zachodnia              | 3                      | 27  | 23  | 54,0 | Przegrana Runda I (Fort Wayne) 2-0                                     |
| Suma - Sezon regularny | Suma - Sezon regularny | Suma - Sezon regularny | 151 | 149 | 50,3 |                                                                        |
| Suma - Playoff         | Suma - Playoff         | Suma - Playoff         | 3   | 7   | 30,0 |                                                                        |

## Nagrody i wyróżnienia
I skład ligi
- Blake Ahearn (2012)
- Erick Green (2016)

All-D-League Honorable Mention Team

- David Noel (2009)
- Desmon Farmer (2010)
- Rod Benson (2010)
- Patrick O’Bryant (2011)

- Marcus Landry (2011)
- Andre Emmett (2012)
- Samardo Samuels (2013)
- Willie Reed (2014)

I skład defensywny ligi
- Mo Charlo (2014)

II skład defensywny ligi
- Willie Reed (2014)
- Sim Bhullar (2015)

III skład defensywny
- Mickell Gladness (2014)

II skład debiutantów
- David Stockton (2015)

III skład debiutantów
- Sim Bhullar (2015)
- David Wear (2015)

Uczestnicy meczu gwiazd

- Antonio Meeking (2009)[9]
- Desmon Farmer (2010)[10]
- Marcus Landry (2011, 2013)[11][12]
- Andre Emmett (2012)[13]
- Blake Ahearn (2012)[13]

- Jerel McNeal (2013)[12]
- Jerome Jordan (2013)[12]
- Mo Charlo (2014)[14]
- Jordan Hamilton (2015)[15]
- Quincy Miller (2015)[15]

Zwycięzcy konkursu rzutów za 3 punkty
- Marcus Landry (2013)

## Zawodnicy z doświadczeniem w NBA
- Danny Green
- Bobby Simmons
- Garrett Temple
- Blake Ahearn
- Andre Emmett